# Bihoro
Bihoro (jap. 美幌町 Bihoro-chō) – miasto w Japonii, w prefekturze Hokkaido, w podprefekturze Ohōtsuku. Według danych na rok 2020 miejscowość zamieszkiwało 18 697 mieszkańców , a gęstość zaludnienia wyniosła 42,6 os./km².